# Lucho Bender
Emilio "Lucho" (por "Emilucho", como se lo conocía en su infancia) Bender (Rosario, 14 de octubre de 1956, -Barcelona, 6 de julio de 2004) fue un publicitario y director de cine argentino.

## Biografía
Nació en la ciudad de Rosario. En 1976, con 19 años, Bender se mudó a Buenos Aires con la idea de estudiar cine.
Al comenzar la última dictadura cívico-militar argentina (1976-1983) el 24 de marzo de 1976, en ese mismo año se fue a vivir unos años a Los Ángeles, donde trabajó de mozo. Después emprendió un viaje por Centroamérica y Sudamérica en ómnibus y tren. En 1982 volvió a la Argentina con planes de volver a irse, pero estalló la guerra de Malvinas y se quedó. En 1983, con el regreso de la democracia (la «primavera alfonsinista») realizó cortos y documentales y se metió en la publicidad.
Ganó tres premios de cine publicitario en Cannes, tres veces el Clío de Plata, un oro en el Festival Internacional de Publicidad de Londres y otro en Nueva York, 17 Lápices de Platino y tres premios Martín Fierro.
En los años noventa creó Bendercine, una productora que revolucionó la manera de hacer cine publicitario en Argentina.
Se graduó con diploma de oro en Buenos Aires.
Durante la mayor parte de su vida se dedicó a su trabajo como publicitario:
- Submarino, para el Círculo de Creativos[5]
- Elsa (Elsa Bor de Lencuentro) para cerveza Quilmes.
- Hermanos ―un chico con síndrome de Down ayuda a su hermano―, para las galletitas Oreo.[5]
- Walter, el anuncio para la empresa de telefonía Telefónica, cuyo protagonista (representado por el actor Daniel Hendler) quedaba «congelado» a mediados de los años ochenta y reaparecía una década después.[5]
- Promesas ―donde Marcelo Mazzarello y José Luis Oliver se peleaban en una estación de servicio―, para YPF.[3]
- Llamada para Telecom.[3]

Para mí fueron como peliculitas de un minuto y medio. Yo nunca filmo el producto, porque no sé hacerlo, y me remito a contar una historia muchas veces a través de un plano-secuencia, a elaborar un humor ácido y a trabajar mucho con los actores.
Lucho Bender en septiembre de 2000

Fue premiado como «nuevo talento» en el Festival de Cannes de 1997, con más de 250 cortos realizados en nuestro país y en el exterior.
Ganó numerosos premios.

## Proyecto de película
En 1991 armó su productora Bendercine: estaba cansado de hacer películas de 30 segundos y empezó a buscar guiones. Puso avisos buscando ideas y leyó al menos setenta historias. Nada lo convenció.
A fines de los años noventa, Bender había intentado hacer una película con M4 Film ―una sociedad de Cuatro Cabezas con Metrovisión― llamada La fuga de Beresford. La historia comenzaba después del suicidio de un director, quien permanece ahorcado 14 horas en un bosque, ya que los peritos tienen que constatar los pormenores de una muerte dudosa. Era «una tragicomedia, de humor cáustico, a veces negro», según Bender. Para entonces aspiraba conseguir actores como Anthony Hopkins, Robert Duvall o Gene Hackman. Pero el proyecto no funcionó.

## «Felicidades»
Entonces Cedrón le contó una historia que le había pasado un amigo, una requisa que devino en saqueo de un departamento, orquestado por la policía y un vecino. Tiempo después, Cedrón, Bender y Pedro Loeb comenzaron a trabajar en Felicidades, tres historias cruzadas en un 24 de diciembre con Gastón Pauls, Alfredo Casero, Cacho Castaña y la española Silke. “Felicidades me permite limpiarme de las miserias que tuve que escuchar”.
En el año 2000 dirigió su primer y único largometraje, Felicidades (Merry Christmas), el cual coescribió con el actor y guionista marplatense Pablo Cedrón (1958-2017).
Fue protagonizada por Luis Machín, Gastón Pauls y Alfredo Casero.
Para Felicidades aportó el 70 por ciento del capital, los ahorros de 15 años de trabajo.
Felicidades fue muy elogiado por la crítica y seleccionado por el INCAA para representar a la Argentina en la preselección de los premios Óscar.

## Próximo proyecto: «Chon»
Su próxima película iba a ser Chon y había escrito el guion junto a Pablo Cedrón (también coguionista de Felicidades).
La trama era la relación entre un padre ―guía de turistas de El Calafate―, y su hijo. Era una comedia sobre un grupo de guías patagónicos que se dedica a pasear turistas, entre los cuales aparece el coreano del título.
Chon iba a ser «una especie de western», según sus palabras: un grupo de gauchos eran tomados por delincuentes debido al auge del turismo en los glaciares. Había fantaseado con tener a Robert Duvall en uno de sus papeles (y no era la primera vez).
Iba a tener coproducción con España, con Norma Aleandro, Pepe Soriano y Hugo Arana.
Había una lista de cosas que a Bender no le gustaban del cine nacional. Por ejemplo, el sonido: «Odio las películas en las que no se entiende nada». O la manera de mostrar el país y su gente: «Estoy cansado de la avenida Nueve de Julio con un tango de Piazzolla».
Bender decía que la publicidad se veía sin darse cuenta, mientras que para el cine «uno tiene que elegir verlo, comprar una entrada». Intentaba mantener una ética, no quería hacer publicidades de cigarrillos ni de política. «Lo hice en los ochenta y me arrepentí», dijo. Su hermano mayor es ingeniero agrónomo, y su hermana es médica pediatra: «Va a pueblitos y trabaja por trueques. Yo todavía no hice nada para ayudar a la gente, por eso invertí todo en esta película». Disfrutaba del cine de Fellini de los años cincuenta, sentía que se estaba volviendo viejo. Alguna vez confesó que pretendía ser humilde, aunque era difícil: «Humildes son los sabios, yo no soy ni seguro de mí mismo ni sabio».

## Muerte
En julio de 2004 viajó a España por la posibilidad de filmar una publicidad allí, y también para cerrar acuerdos de coproducción para su film Chon. En España buscaba cerrar la coproducción para rodar en septiembre de 2004. Sin embargo, mientras se encontraba llevando a cabo negociaciones en Barcelona (España), murió sorpresivamente de un infarto de miocardio el 6 de julio de 2004 a las dos de la mañana.

«Lucho estaba de viaje en Barcelona, se sintió mal, llamó a la ambulancia. Pero cuando llegó ya había fallecido. Un recepcionista del hotel intentó reavivarlo, pero era tarde.»
Martín Larumbe, socio de Bender

Dejó en Buenos Aires a su esposa, la directora de arte Micaela Puig, y a sus dos hijas, Catalina (2000-) y Lena (2001-).